# Callirhoe papaver
Callirhoe papaver är en malvaväxtart som först beskrevs av Antonio José Cavanilles och som fick sitt nu gällande namn av Samuel Frederick Gray.
Callirhoe papaver ingår i släktet Callirhoe och familjen malvaväxter. Inga underarter finns listade i Catalogue of Life.